# De Toverfluit van Mozart
De Toverfluit van Mozart è l'undicesimo album della flautista Berdien Stenberg.

## Tracce
1. Eine kleine Nachtmusik - 4:33
2. Allegro - 6:29
3. Elvira Madigan [thema andante] - 7:15
4. Alleluja - 2:40
5. De toverfluit - 25:43
6. Voi che sapete - 2:46
7. Rondo - 3:10
8. Out of Africa [thema klarinetconcert] - 8:18
9. Rondo alla Turca - 3:26